# 사리카 타쿠르
사리카 타쿠르(힌디어: सारिका, 영어: Sarika Thakur, 1960년 12월 5일 ~ ) 또는 사리카는 인도의 배우이다. 2005 내셔널 필름 어워드 여우주연상 수상자이다. 배우 슈루티 하산과 악샤라 하산의 어머니이다.